# FK Tekstilac Derventa
Der Fudbalski Klub Tekstilac Derventa (Serbisch kyrillisch: Фудбалски Клуб Teкcтилaц Дepвeнтa) ist ein bosnisch-herzegowinischer Fußballverein aus Derventa. Der Verein spielt aktuell in der zweithöchsten Spielklasse Bosnien und Herzegowinas, der Prva Liga RS.

## Allgemeines
Der Verein wurde 1919 als FK Dečko gegründet.
Nach dem Zweiten Weltkrieg erfolgte die Umbenennung in FK Tekstilac. Der Verein trat fortan in den unteren Ligen des ehemaligen Jugoslawiens an. Insbesondere von 1960 bis 1968 hatte der Verein eine gute und beliebte Mannschaft, die einige regionale Erfolge erreichen konnte. Seit dem Zerfall Jugoslawiens spielt der Verein in den Ligen der Republika Srpska. Mit dem Gewinn der Meisterschaft 2013/14 in der Druga Liga RS und dem damit verbundenen Aufstieg in die Prva Liga RS feierte der FK Tekstilac seinen größten Erfolg in der Vereinsgeschichte. Noch nie spielte der Verein höher. In der ersten Saison in der Prva Liga RS konnte der Verein nach anfänglichen Schwierigkeiten einen Platz in der oberen Tabellenhälfte erreichen. Mit einem 3. Platz in der folgenden Saison 2015/16 wurde das gute Ergebnis bestätigt.

## Erfolge
- Meister der Druga Liga RS: 2014